# Pelidnota touroulti
Pelidnota touroulti är en skalbaggsart som beskrevs av Soula 2008. Pelidnota touroulti ingår i släktet Pelidnota och familjen Rutelidae. Inga underarter finns listade i Catalogue of Life.